# Hammaptera trochilarioides
Hammaptera trochilarioides là một loài bướm đêm trong họ Geometridae.